# Соту-Майор (Саброза)
Соту-Майор (порт. Souto Maior) — район (фрегезия) в Португалии, входит в округ Вила-Реал. Является составной частью муниципалитета Саброза. По старому административному делению входил в провинцию Траз-уж-Монтиш и Алту-Дору. Входит в экономико-статистический субрегион Доуру, который входит в Северный регион. Население составляет 563 человека на 2001 год. Занимает площадь 9,32 км².